# Siobhan Paton
Siobhan Bethany Paton (Australia, 28 de agosto de 1983) es una nadadora paralímpica australiana. Padece de una discapacidad intelectual desde el nacimiento causada por la falta de oxígeno.

## Carrera
Decidió convertirse en nadadora después de descubrir que tiene un trastorno del tejido conectivo y que la natación ayudaría a fortalecer sus articulaciones.  Inicialmente compitió con atletas aptos y solo hasta 1997 participó en una competencia para atletas con discapacidades, donde ganó siete medallas de oro y una medalla de plata.  A partir de 2004, tiene trece récords mundiales en su clase de discapacidad de S14 . 
Representó a Australia en los Juegos Paralímpicos de Verano de 2000, donde ganó seis medallas de oro, por las cuales recibió una Medalla de la Orden de Australia, y estableció récords mundiales en nueve ocasiones. En reconocimiento a su logro, el Comité Paralímpico Australiano la nombró "Paralímpica del Año", y fue honrada con un sello postal. También recibió una medalla deportiva australiana antes de los juegos de 2000. En 2013, fue incluida en el Salón de la Fama del Deporte ACT. 

## Juegos Paralímpicos de Sídney 2000

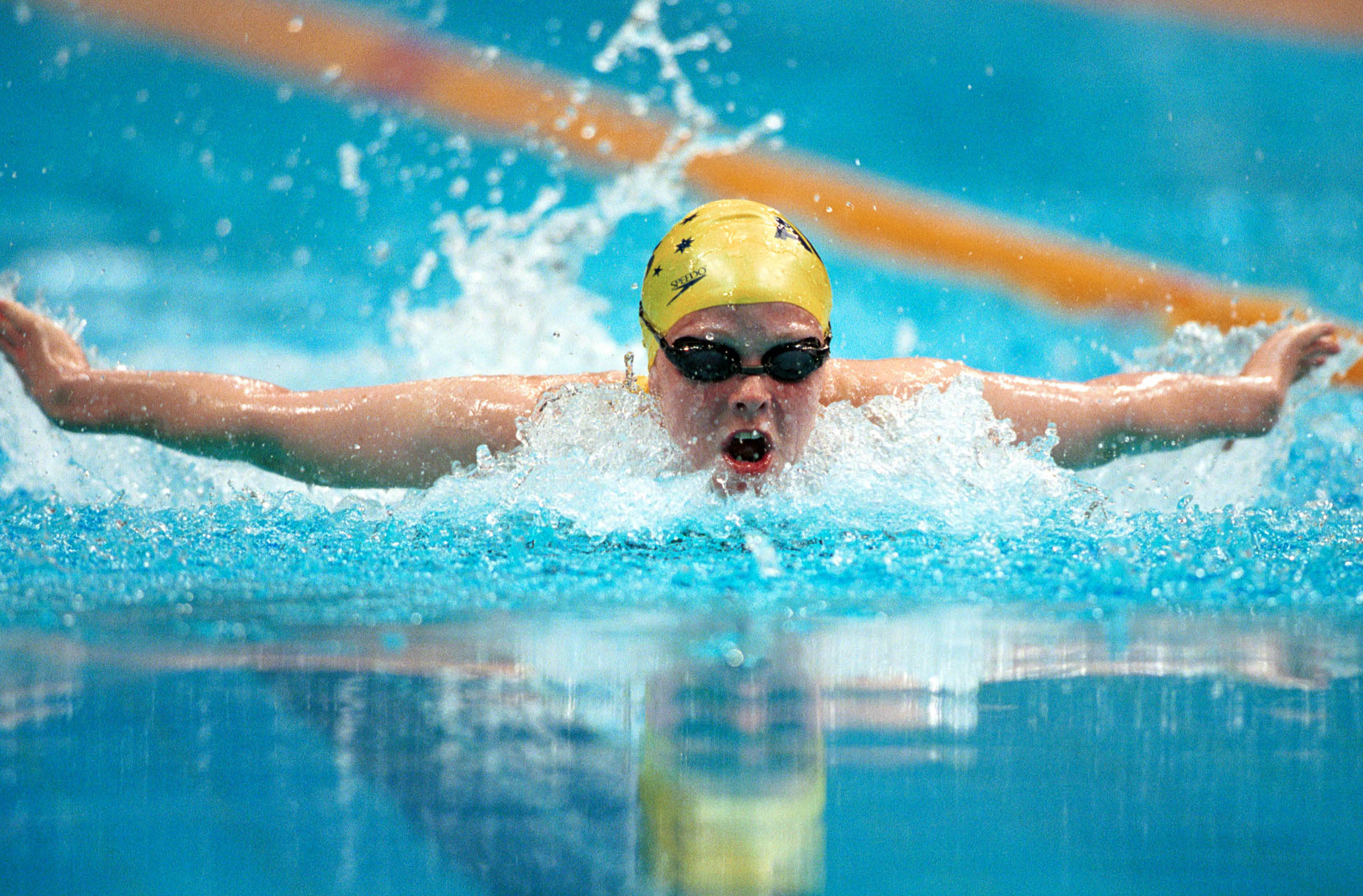
Paton en los Juegos Paralímpicos de verano de 2000 en Sídney.

Compitió solo en una versión de los juegos paralímpicos durante su carrera, donde logró establecer muchos récords mundiales; algunos de los cuales permanecen intactos. Permaneció tranquila durante los Juegos Paralímpicos de 2000 porque tenía la mentalidad de que era "solo otro encuentro". Fue entrenada por el abuelo de Jacqueline Freney.
Ganó seis medallas paralímpicas durante los Juegos de Sídney 2000. Ganó oro en estilo libre de 50 m, estilo libre de 200 m, espalda de 50 m, mariposa de 50 m, estilo libre de 100 m y 200 m. Fue identificada como uno de los mejores medallistas de oro individuales en una sola versión de los juegos.
Los Juegos de verano de 2000 en Sídney fueron los últimos en los que fue elegible para competir. Tener una discapacidad intelectual significó que a no se le permitiera mejorar sus logros paralímpicos iniciales después de que el Comité Paralímpico Internacional (IPC) prohibió a todos los atletas de su clase después de un escándalo con el equipo español de baloncesto en los Juegos de 2000.

## Después de Sídney 2000

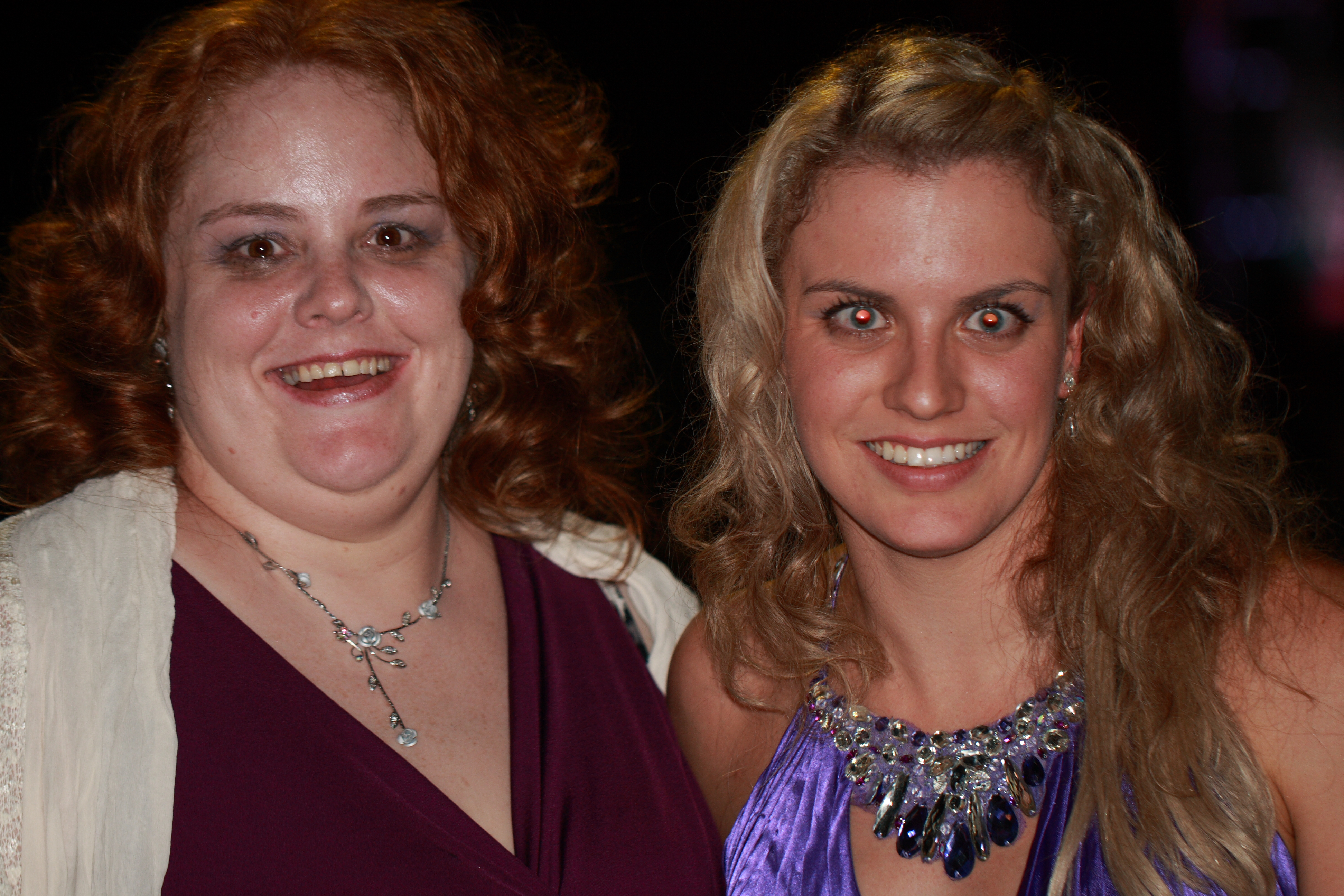
Paton junto a Jacqueline Freney en la ceremonia paralímpica australiana del año 2012

En 2004, compitió en el Campeonato Mundial INAS-FID (Federación Internacional de Deportes para Personas con Discapacidad Intelectual), donde ganó catorce medallas de oro y tres de plata. Ese mismo año, ganó tres medallas de oro, dos de plata y dos de bronce en los Juegos Mundiales.  
No pudo competir en los Juegos Paralímpicos de 2004 o 2008 debido a la decisión del Comité Paralímpico Internacional de suspender la participación de todos los atletas con discapacidad intelectual. Esta decisión del IPC causó que se hundiera en un estado de depresión desde 2004 porque la decisión la hizo sentir como si 'no estuviera lo suficientemente discapacitada'. Su amiga Jacqueline Freney fue la persona que hizo que Paton se sintiera orgullosa de las medallas de oro que ganó. De 2000 a 2002, obtuvo una beca del Instituto Australiano de Deportes. Su hermana Sarah Paton compitió en los 800 m estilo libre femenino en los Juegos Olímpicos de verano de 2004. Siobhan había esperado competir en los Juegos de Atenas a su lado sin embargo, este no fue el caso y, como resultado, aumentó su depresión.
En 2013, fue incluida en el Salón de la Fama del Deporte ACT. En octubre de 2014, fue incluida en el Camino de Campeones en el Centro Acuático del Parque Olímpico de Sídney.